# 十二単衣を着た悪魔 源氏物語異聞
『十二単衣を着た悪魔 源氏物語異聞』（じゅうにひとえをきたあくま げんじものがたりいぶん）は、内館牧子による長編小説。2012年5月12日に幻冬舎から刊行されたのち、2014年12月4日に文庫化された。フリーターの青年が雷に打たれて『源氏物語』の世界にタイムスリップし、光源氏を忌み嫌う弘徽殿女御に仕えて陰陽師として認められ、成長していく姿を描く。
2020年11月6日に黒木瞳監督で映画版が公開された。

## 登場人物
伊藤雷（いとう らい）
フリーター。就職試験において目下59連敗中で京都大学医学部に現役合格した弟に対して劣等感を抱いている。
弘徽殿女御（こきんでんのにょうご）
桐壺帝の妃。義理の息子にあたる光源氏を忌み嫌っており、実の息子を帝にするために雷を陰陽師として仕えさせる。

## 書誌情報
単行本
2012年05月12日発売、幻冬舎、ISBN 978-4-344-02175-4
文庫本
2014年12月04日発売、幻冬舎文庫、ISBN 978-4-344-42274-2

## 映画
『十二単衣を着た悪魔』（じゅうにひとえをきたあくま）のタイトルで、2020年11月6日に公開。監督は黒木瞳、主演は本作が時代劇映画初主演となる伊藤健太郎。

### キャスト
- 伊藤雷：伊藤健太郎
- 弘徽殿女御：三吉彩花[4][3]
- 倫子：伊藤沙莉[3]
- 春宮：田中偉登[3]
- 光源氏：沖門和玖[3]
- 藤壺女御：MIO
- 桐壺更衣：YAE
- 六条御息所：手塚真生
- 伊藤水：細田佳央太[3]
- 山下元子：LiLiCo
- 木村：村井良大
- 責任者：兼近大樹 (EXIT)
- 伊藤明子：戸田菜穂[3]
- 右大臣：ラサール石井[3]
- 桐壺帝：伊勢谷友介[3]
- 梅命婦：山村紅葉[3]
- 良喬：笹野高史[3]

### スタッフ
- 原作：内館牧子『十二単衣を着た悪魔 源氏物語異聞』（幻冬舎文庫）
- 監督：黒木瞳
- 脚本：多和田久美
- 音楽：山下康介
- 雅楽監修：東儀秀樹
- 主題歌：OKAMOTO'S「History」 (Sony Music Labels)
- 製作総指揮：木下直哉
- プロデューサー：武部由実子、菅野和佳奈
- 撮影：月永雄太
- 照明：木村匡博
- 録音：田中博信
- 美術：三ツ松けいこ
- 装飾：平井浩一
- 衣装（現代）：藤山晃子
- 衣装（平安時代）：竹林正人
- ヘアメイク：酒井啓介、小坂美由紀
- 結髪：中山香津世、後藤瑞来、和久井綾子
- VFXスーパーバイザー：小坂一順
- 編集：洲崎千恵子
- スクリプター：吉田久美子
- 音響効果：松浦大樹
- 助監督：佐伯竜一
- 制作担当：小野山哲史
- 音楽プロデューサー：津島玄一
- ラインプロデューサー：田口雄介
- 制作・配給：キノフィルムズ
- 製作：木下グループ、「十二単衣を着た悪魔」フィルムパートナー